# 올렉산드르 볼로우이크
올렉산드르 이오로우이치 볼로우이크(우크라이나어: Олександр Ігорович Воловик; Oleksandr Ihorovych Volovyk; 1985년 10월 28일, 우크라이나 SSR, 흐멜니츠키주, 크라실리우 ~)는 우크라이나의 프로 축구 수비수로, 현재 FC 포딜랴 흐멜니츠키 소속이다.
2013년 6월 10일, 볼로우이크는 FC 샤흐타르와 4년 계약을 체결하였다.